# Ryszard Kulewski
Ryszard Kulewski – polski elektronik, doktor inżynier nauk technicznych, specjalista w dziedzinie układów elektronicznych, konstruktor, wieloletni pracownik naukowy Wojskowej Akademii Technicznej im. Jarosława Dąbrowskiego w Warszawie.
Był kierownikiem Zakładu Bioniki i Elektroniki Medycznej WAT. W Zakładzie tym prowadzono między innymi  prace w dziedzinach związanych z pomiarem temperatury, zobrazowaniem jej rozkładu wartości i przetwarzaniem metodami optycznymi sygnałów zależnych od temperatury. Wówczas nawiązano też współpracę z zespołem prof. Aleksandra Szymańskiego z PŁ i rozpoczęto pierwsze badania w dziedzinie zastosowania ciekłych kryształów do zobrazowania rozkładów temperatury. Prowadzono też jednocześnie prace badawcze oraz konstrukcyjne  dotyczące szybkich termometrów analogowych i cyfrowych do zastosowań medycznych i przemysłowych.
Był między innymi w zespole opracowującym sposób korekcji zakłóceń w odbiornikach promieniowania podczerwonego (patent nr 197908) opracowanym w 2002 r., a także sposobów termalnego uwidaczniania tarcz z 2001 r., (patent nr 198284).